# Universidad de Tras-los-Montes y Alto Duero
La Universidad de Tras-los-Montes y Alto Duero (en portugués y oficialmente, Universidade de Trás-os-Montes e Alto Douro), abreviada como UTAD, es una universidad portuguesa que fue creada en 1986, a partir del antiguo Instituto Politécnico de Vila Real.
El rector actual es el Profesor Doctor Armando Mascarenhas Ferreira.
Localizada en la ciudad de Vila Real en Trás-os-Montes e Alto Douro, de acuerdo con sus estatutos, esta Universidad, que tiene como objetivos fundamentales la Enseñanza, la Investigación, la Extensión y Apoyo a la Comunidad, deberá constituir un Centro de Excelencia para la educación permanente y para la creación, transmisión y difusión de la cultura, de la ciencia y de la tecnología. 
La UTAD tiene su propio espacio en el ámbito de la enseñanza superior en Portugal pues contribuye a que las carencias detectadas en cuanto a cursos de interés nacional sean satisfechas, escogiendo áreas no agotadas en cuanto al mercado de trabajo.
La flexibilidad de la UTAD, demostrada por su capacidad de adaptarse a nuevas situaciones, conciliando los medios disponibles con la modernidad de la enseñanza y siendo capaz de proporcionar nuevas formas de aprendizaje y de transmisión científica, es la prueba irrefutable de su vitalidad. Es esta vitalidad la que justifica a su afirmación en el ámbito de la Universidad Portuguesa. 
Esta universidad cuenta actualmente con 40 licenciaturas, distribuidas por 3 diferentes localizaciones: Vila Real (sede del Campus), la Extensión en Chaves y la Extensión en Miranda de Duero.

## Departamentos

### Área de Ciencias Agrarias
- Ciencias Veterinarias
- Fitotecnia e Ingeniería Rural
- Forestal
- Industrias Alimentarias
- Protección de Plantas
- Zootecnia

### Área de Ciencias Exactas, Naturales y Tecnológicas
- Tecnologías de la Información y Comunicación
- Edafología
- Ingeniería Biológica y Ambiental
- Ingenierías
- Física
- Genética y Biotecnología
- Geología
- Matemática
- Química

### Área de Ciencias Humanas y Sociales
- Artes y Ofícios
- Educación y Psicología
- Deporte
- Economía, Sociología y Gestión
- Letras

### Licenciaturas Disponibles
En el Campus de Vila Real:
- Arquitectura Paisajista
- Ciencia Alimentaria y Salud
- Ingeniería Agrícola
- Ingeniería Forestal
- Ingeniería Zootécnica
- Enología
- Medicina Veterinaria
- Biología
- Enseñanza de la Biología / Geología
- Bioquímica
- Comunicación y Multimedia
- Ecología Aplicada
- Ingeniería Ambiental y de los Recursos Naturales
- Ingeniería Civil
- Ingeniería Electrónica
- Ingeniería Mecánica
- Ingeniería de las Energías
- Enseñanza de Física / Química
- Genética y Biotécnica
- Informática
- Enseñanza de Matemática
- Matemática, ramo de Matemáticas Financieras
- Química
- Economía
- Tecnologías de la Información y Comunicación
- Educaçión de la Infancia
- Educación Física y Deporte
- Enseñanza Básica 1º Ciclo
- Enseñanza de Inglés y Alemán
- Enseñanza de Francés y Portugués
- Enseñanza de Portugués e Inglés
- Gestión
- Lenguas Extranjeras Aplicadas
- Ciencias de la Comunicación
- Psicología
- Teatro y Artes Performativas

En el Campus de Chaves:
- Educación de la Infancia
- Enseñanza Básica 1º Ciclo
- Recreación, Ocio y Turismo
- Animación Sociocultural

En el Campus de Miranda do Douro:
- Antropología Aplicada al Desarrollo
- Trabajo Social

Maestrías:
- Agricultura Biológica
- Arqueología Préhistórica y Arte Rupestre
- Evaluación en Actividades Físicas y Deportivas
- Biología y Geología para la Docencia
- Ciencias de la Educación - Organización y Evaluación de la Enseñanza
- Ciencias de la Educación - Historia y Problemas Actuales de la Educación en Portugal
- Climatización de Edificios
- Comunicación y Multimedia
- Comunicación y Tecnologías Educativas
- Cultura y Literatura Inglesas
- Cultura Portuguesa
- Desarrollo y Aprendizaje Infantil
- Desarrollo Local, Territorio, Sociedad y Ciudadanía
- Economía de las Organizaciones
- Educación Física y Deporte esp. Observación y Análisis del Movimiento
- Ingeniería Electrotécnica y de Computadores
- Ingeniería y Planeamiento Municipal
- Ingeniería de Recursos Forestales
- Enseñanza de la Lengua y Literatura Portuguesas
- Enseñanza de la Matemática
- Física y Química para la Enseñanza
- Fitotecnica - Viticultura
- Genética Molecular Comparativa y Tecnológica
- Gestión / Gestión Pública y Autárquica
- Gestión de la Fauna Salvaje y Conservación de sus Recursos Genéticos
- Gestión y Recalificación de los Ecosistemas
- Informática
- Internacional en Gestión del Desarrollo Rural
- Literatura Portuguesa - Especialización en Literatura Infantil-Juvenil
- Matemática y Ciencias de la Naturaleza
- Nuevas Tecnologías en Ingeniería de Bio-Sistemas
- Psicología Clínica
- Psicología del Deporte y del Ejercicio
- Recursos Genéticos y Mejoramiento de Especies Agrícolas y Forestales
- Recursos Geológicos
- Tecnología Ambiental
- Tecnología de las Ingenierías

## Investigación
- Centro de Ciencia Animal y Veterinaria (CECAV)
- Centro de Ciencia e Ingeniería Agrícola (CECEA)
- Centro de Estudos Tecnológicos del Ambiente y de la Vida (CETAV)
- Centro de Estudos Transdisciplinares para el Desarrollo (CETRAD)
- Centro de Genética y Biotecnología (CGB)
- Centro de Estudos en Gestión de Ecosistemas (CEGE)
- Centro de Estudos en Educación (CEE)
- Centro de Estudos en Letras (CEL)
- Centro de Química